# Wolfgang von Groote
Wolfgang von Groote (* 17. September 1911 in Freiburg im Breisgau; † 31. Juli 2000 in Kius) war ein deutscher Offizier (Oberst) und Militärhistoriker. Er war von 1964 bis 1969 Amtschef des Militärgeschichtlichen Forschungsamtes.

## Leben
Wolfgang von entstammte der Familie von Groote. Er studierte zunächst an der Universität Freiburg im Breisgau. 1934 trat er in die Reichswehr ein und wurde später Berufssoldat in der Wehrmacht. Er diente im Zweiten Weltkrieg, zuletzt im Dienstgrad eines Majors.
In der Nachkriegszeit arbeitete Groote aushilfsweise an einer Volksschule in Oldenburg. Das folgende Geschichtsstudium an der Universität Göttingen schloss er 1948 bei Reinhard Wittram mit einer Promotion ab. Thema der  Dissertation war Die Entstehung des Nationalbewusstseins in Nordwestdeutschland 1790–1830.
Nach mehreren Jahren im Schuldienst Bremens trat Groote 1956 in die Bundeswehr ein. Nunmehr Oberstleutnant, wurde er u. a. im Bundesministerium für Verteidigung (BMVg) in Bonn und als stellvertretender Kommandeur der Panzergrenadierbrigade 16 in Wentorf verwendet. Von 1961 bis 1964 war er Dozent für Militärgeschichte an der Führungsakademie der Bundeswehr (FüAkBw) in Hamburg. 1964 wurde er Amtschef des Militärgeschichtlichen Forschungsamtes (MGFA) in Freiburg im Breisgau. 1969 wurde er in den Ruhestand versetzt.
Groote begründete die Bibliotheca Rerum Militarium, die Militärgeschichtlichen Studien und die Militärgeschichtlichen Mitteilungen mit. Er war Mitherausgeber mehrerer militärhistorischer Schriften im Auftrag des Militärgeschichtlichen Forschungsamtes wie dem Handbuch zur deutschen Militärgeschichte, 1648–1939.
Von 1965 bis 1970 war Goote Vizepräsident der Commission Internationale d’Histoire Militaire.

## Schriften (Auswahl)
- Die Entstehung des Nationalbewusstseins in Nordwestdeutschland 1790–1830 (= Göttinger Bausteine zur Geschichtswissenschaft. Band 22). Muster-Schmidt, Göttingen u. a. 1955.
- (Hrsg.): Große Soldaten der europäischen Geschichte. Athenäum-Verlag, Frankfurt am Main u. a. 1961.
- (Hrsg. mit Ursula von Gersdorff): Entscheidung 1866. Der Krieg zwischen Österreich und Preußen. Deutsche Verlagsanstalt, Stuttgart 1966.
- (Hrsg. mit Klaus-Jürgen Müller): Napoleon I. und das Militärwesen seiner Zeit. Im Auftrag des Militärgeschichtlichen Forschungsamtes und der Ranke-Gesellschaft, Rombach, Freiburg im Breisgau 1968.
- (Hrsg. mit Ursula von Gersdorff): Entscheidung 1870. Der deutsch-französische Krieg. Deutsche Verlagsanstalt, Stuttgart 1970.
- (Hrsg. mit Friedrich Forstmeier, Othmar Hackl, Hans Meier-Welcker, Manfred Messerschmidt): Handbuch zur deutschen Militärgeschichte, 1648–1939. 6 Bände, Militärgeschichtliches Forschungsamt, Bernard und Graefe, München 1979/81.